# Youri Latortue

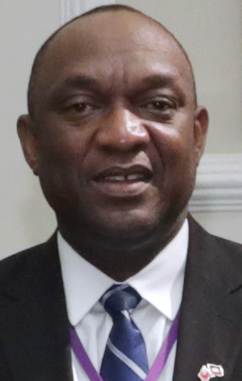
Youri Latortue (2017)

Youri Latortue (* 13. November 1967 in Gonaïves) ist ein haitianischer Politiker. Er war von Januar 2017 bis Januar 2018 Präsident des Senats.

## Leben und politisches Wirken
Latortue wurde am 13. November 1967 in Gonaïves, im nördlichen Département Artibonite, in eine Familie geboren, die auch einen Premierminister Haitis, Gérard Latortue (Cousin, März 2004 bis Mai 2006 im Amt), hervorbrachte.
Latortue studierte in Port-au-Prince Jura und schloss anschließend im Jahr 1990 die Militärakademie von Haiti ab. Er wurde Leutnant in den haitianischen Streitkräften (Forces Armées d’Haïti; FAdH) und unterrichtete kurzzeitig an der Militärakademie. Nach dem Staatsstreich gegen Präsident Jean-Bertrand Aristide am 30. September 1991 trat Latortue in die berüchtigte Anti-Gang-Einheit der Armee ein. Ihm wurde vorgeworfen, persönlich Anhänger von Aristide wie den katholischen Priester Jean-Marie Vincent getötet zu haben. Während der zweiten Amtszeit von Aristide setzte sich Latortue nach Miami und Montreal ab, wo er den Master in Rechtswissenschaft machte.
Nach Auflösung der Streitkräfte und Gründung der Police Nationale d’Haïti war er u. a. Kommandeur der Unité de Sécurité Générale du Palais National (USGPN; Sicherheitseinheit des Präsidentenpalastes).
Während der Amtszeit seines Cousins als Premierminister war Latortue dessen Sicherheitsberater.
Die amerikanische Botschaft in Port-au-Prince beobachtete Latortue auch unter dem Verdacht des organisierten Drogenhandels. Wie Wikileaks offen legte, führte Botschafterin Janet A. Sanderson in einem vertraulichen Bericht an das Außenministerium in Washington im Jahr 2009 aus, er sei ein „Mafiaboss... Drogenhändler... Aushängeschild für politische Korruption“.
Politisch engagierte er sich zunächst in der Partei Inite (deutsch: Einheit) von Präsident René Préval, schloss sich dann aber verschiedenen rechtsgerichteten politischen Gruppierungen an und wurde zum Führer einer Koalition des rechten politischen Lagers.
Diese Parti Haïtien Tèt Kale (PHTK), die dem ehemaligen Präsidenten Michel Martelly nahe stand, erzielte in den iWahlen zum Senat 2016 (abgeschlossen 2017) mit 9 Sitzen eine dominierende Rolle. Der seit 2014 das Département Artibonite vertretende Latortue wurde Präsident des Senats und wichtigster Gegenspieler der Präsidenten Jocelerme Privert (Übergangspräsident vom 14. Februar 2016 bis zum 14. Juni 2016) und Jovenel Moïse (Präsident vom 7. Februar 2017 bis zu seiner Ermordung am 7. Juli 2021).
Latortues 6-jähriges Mandat als Senator lief im Januar des Jahres 2020 aus.
Während es in Port-au-Prince im Februar 2021 eine Welle des Protests gegen Präsident Moïse gab, äußerte sich Latortue in einem Interview mit einem französischen Fernsehsender. Er beschuldigte Moïse, für Bluttaten verantwortlich zu sein und die Staatsfinanzen in verbrecherischer Weise zu führen. Er behauptete, der amtierende Präsident wolle nicht nur ein weiteres Jahr an der Macht bleiben, sondern auch die Verfassung illegal ändern, um über den 7. Februar 2022 hinaus im Amt bleiben zu können.
Latortue äußerte am 20. Juli 2021 seine Auffassung, dass die Polizisten, die für den Schutz des Präsidenten zuständig waren, die Hauptschuld an dessen Ermordung tragen. Da er selbst eine für die Innen- und Außensicherung der vom Präsidenten genutzten Räumlichkeiten zuständige Polizeieinheit kommandiert habe, wisse er, dass nur Fehler der Sicherheitskräfte das Attentat möglich gemacht hatten. Bezüglich der Ermittlungen der Täter brauche es im Übrigen keine Einmischung von FBI und die kolumbianischer Polizei.
Latortue sprach sich als Vorsitzender der Partei Ayiti Ann Aksyon (deutsch: Haiti in Aktion) gegen eine Lösung aus, in der das Machtvakuum nach Ermordung des Präsidenten Moïse und ohne vom Parlament bestätigten Premierminister durch die Besetzung beider Positionen durch eine Person gefüllt werden sollte („un exécutif monocéphale doit être exclue“). Er sprach sich dafür aus, den Accord de Montana mit dem konkurrierende Protokoll der Entente Nationale (PEN) zu verbinden und so die Vorschläge der politischen und zivilgesellschaftlichen Akteure aufzugreifen. Auch drang er auf die Beachtung der Regeln der Verfassung, die zwei Personen in den Spitzenämtern  des Landes vorsehen: einen Präsidenten und einen Premierminister.
Anlässlich der von Ariel Henry betriebenen Maßnahmen, seine Position abzusichern, forderte Latortue im September 2021 einen Konsens über die Regierungsführung. Es müsse die Einbeziehung aller Akteure in ein einheitliches Abkommen erreicht werden. Er bedauerte, dass Henry sich zu sehr auf die Vertreter der internationalen Gemeinschaft stütze.
Am 20. Mai 2022 kritisierte Latortue den mangelnden Willen der Regierung zur Lösung des Problems der Kriminalität und der allgemeinen Probleme im Bereich der öffentlichen Sicherheit. Anlass war der von Premierminister Ariel Henry veröffentlichten Haushaltsplan. Für das Budget der Polizei sei eine Erhöhung um 12 % vorgesehen, was jedoch „nicht dazu beitragen wird, die Einsatzfähigkeit der Polizeikräfte zu verbessern“. Da sich die Haushaltspolitik nicht mit der Stärkung der Einsatzfähigkeit der Police Nationale d*Haïti befasse, sah Latortue, „eine Verbindung zwischen der Regierung und dem Phänomen“. Er unterstellte damit der Regierung Henry Komplizenschaft mit Drogengangs und bewaffneten Banden.
Bei einem Auftritt im Juni 2022 in Hinche, Département Centre, bei dem Latortue mit anderen Politikern (dem ehemaligen Abgeordnete Antoine Rodon Bien-Aimé und der ehemaligen Frauenministerin Marie Denise Claude) für das Ende der Alleinregierung von Ariel Henry eintreten wollte, kam es zu massiven Ausschreitungen einer aufgebrachten Menge, die ihren Unwillen über die politischen Zustände im Land ausdrückte. Latortue musste sich in einen Polizeiwagen flüchten.

## Veröffentlichungen (Auswahl)
- Youri Latortue: Problématique de la drogue en Haiti. L'Imprimeur II, Port-au-Prince 2005 (französisch).
- Youri Latortue: Quelle force publique pour Haiti. 2006.
- Youri Latortue: Mon combat au Parlement. L'Imprimeur II, Port-au-Prince 2011 (französisch).
- Youri Latortue: Le devoir de servir. C3 Group Éditions, Delmas 2012 (französisch).
- Youri Latortue: Petrocaribe: mon combat pour la reddition de comptes. C3 Éditions, Delmas 2018 (französisch).